# Sonora (Teksas)
Sonora – miasto w Teksasie w hrabstwie Sutton, którego jest stolicą.
Ma 5,1 km² powierzchni i zamieszkane jest przez 3008 osób. Na zachód od miasta znajdują się jaskinie zawierające unikatowe formacje skalne.